# Onésime (personnage)
Pour les articles homonymes, voir Onésime.
 (janvier 2008).
Si vous disposez d'ouvrages ou d'articles de référence ou si vous connaissez des sites web de qualité traitant du thème abordé ici, merci de compléter l'article en donnant les références utiles à sa vérifiabilité et en les liant à la section « Notes et références ».
Onésime est un personnage de fiction burlesque d'une série de courts-métrages du cinéma muet. Il est interprété par l'acteur français Ernest Bourbon, né le 23 octobre 1886 à Vierzon sur l'Ile du Cher et mort le 19 novembre 1954, à Paris.
Le personnage d'Onésime apparaît pour la première fois en 1912, grâce au réalisateur français Jean Durand, dans le film Onésime gentleman détective. Jusqu'en 1914, 56 titres sont tournés. Les films où de nombreuses courses-poursuites ont lieu, remportent un succès important. Les gags sont caustiques et touchent parfois au surréalisme.
En Espagne, Onésime prend le nom de Picoret, et en Angleterre, il devient Simple Simon.
Après la guerre, en 1918, alors que l'acteur revient des tranchées, la série peine à retrouver son public. Le dernier Onésime sort en 1919.

## Sources
- Thierry Lefebvre, Bulletin de l'association française de recherche sur l'histoire du cinéma, À propos d'Onésime, 1895 n°3, novembre 1987.